# Ольбрахтувко
Ольбрахтувко (пол. Olbrachtówko, нім. Klein Albrechtau) — село в Польщі, у гміні Суш Ілавського повіту Вармінсько-Мазурського воєводства.
Населення — 193 особи (2011).
У 1975-1998 роках село належало до Ельблонзького воєводства.

## Демографія
Демографічна структура станом на 31 березня 2011 року:
|          | Загалом | Допрацездатний вік | Працездатний вік | Постпрацездатний вік |
| -------- | ------- | ------------------ | ---------------- | -------------------- |
| Чоловіки | 96      | 28                 | 63               | 5                    |
| Жінки    | 97      | 32                 | 51               | 14                   |
| Разом    | 193     | 60                 | 114              | 19                   |